# Grzebieniec palmowy
Grzebieniec palmowy (Asellia tridens) – gatunek ssaka z rodziny płatkonosowatych (Hipposideridae).

## Taksonomia
Gatunek po raz pierwszy zgodnie z zasadami nazewnictwa binominalnego opisał w 1813 roku francuski przyrodnik Étienne Geoffroy Saint-Hilaire nadając mu nazwę Rhinolophus tridens. Holotyp pochodził z obszaru niedaleko Luksoru, w Egipcie. Podgatunek murraiana po raz pierwszy zgodnie z zasadami nazewnictwa binominalnego opisał w 1881 roku brytyjski przyrodnik John Anderson nadając mu nazwę Phyllorhina tridens var. murraiana. Holotyp pochodził z Karaczi, w Sindh, w Pakistanie. 
Rozpoznano do czterech podgatunków, ale ostatnie badania molekularne wspierają istnienie dwóch. Autorzy Illustrated Checklist of the Mammals of the World rozpoznają dwa podgatunki. 

### Etymologia
- Asellia: łac. przymiotnik asellus „osiołek”, użyty jako rzeczownik; prawdopodobnie w aluzji do długich, spiczastych uszu grzebieńca palmowego[11].
- tridens: łac. tridens, tridentis „trójzębny, mający trzy zęby”, od tres, tria „trzy”; dens, dentis „ząb”[12].
- murraiana: James A. Murray (daty urodzenia i śmierci nieznane), zoolog i kurator Karachi Museum, w Pakistanie; łac. przyrostek -ana „upamiętnianie”[13].

## Zasięg występowania
Grzebieniec palmowy występuje w Afryce Zachodniej, Północnej, Środkowej i Wschodniej oraz Azji Zachodniej i Południowej zamieszkując w zależności od podgatunku:
- A. tridens tridens – północna Afryka, od Maroka, Mauretanii i Senegalu na wschód do Egiptu, Sudanu, Erytrei, Etiopii, Dżibuti i Somalii.
- A. tridens murraiana – Bliski Wschód, w tym Syria, Irak, Izrael, Palestyna, Jordania, Półwysep Arabski i Iran, od wschodu do zachodniego Afganistanu i południowy Pakistan.

## Morfologia
Długość ciała (bez ogona) 41–60 mm, długość ogona 16–29 mm, długość ucha 14–22 mm, długość tylnej stopy 8–10 mm, długość przedramienia 45–55 mm; masa ciała 6–13 g. Kariotyp wynosi 2n = 50 i FN = 62. Grzebieniec palmowy ma na nosie grzebieniastą narośl, składającą się z 3 płatów. 

## Tryb życia
Występuje w suchym buszu. Śpi w grupach liczących setki osobników w podziemnych chodnikach lub rozpadlinach. Opuszczają je wczesnym wieczorem i lecą tuż nad ziemią do gajów palmowych, gdzie dzięki stałej wilgotności powietrza znajdują owady (chrząszcze i ćmy).